# 大野拔
大野拔（？—？），胡姓大野氏，胡名胡野拔，北魏末年官員，官至南青州刺史。

## 事蹟
大野拔在《魏書》中並無傳，其事蹟散見史書中各處，在北魏普泰元年（531年）時，當時的大野拔擔任武衛將軍，四月乙卯下詔大野拔與賀拔勝加儀同三司，武衛將軍在北魏官制中，負責統領禁軍的職務，屬於高階的禁軍武官，《魏書》中提及，「普泰初...侍中、黃門、武衛將軍並增至六人」，這項變革是當時掌權的爾朱氏為了收買人心的動作，因此當時擔任武衛將軍的大野拔，應該屬於爾朱集團的黨羽之一。
孝武帝永熙三年（534年）七月，皇帝元修與高歡決裂出奔長安，高歡入洛陽後改立元善見即位，是為孝靜帝，當年即改元天平。天平元年（534年）十一月，東南道大行臺，兗州刺史，屬於孝武帝勢力的樊子鵠，起兵割據瑕丘反對高歡，當時大野拔官拜南青州刺史，也率眾響應樊子鵠，大野拔之所以參與元修集團，是因為原先元修重用斛斯椿，利用他來招集原先隸屬於爾朱集團的黨羽，形成自己的力量，加以任用對抗高歡，樊子鵠、大野拔等人皆是。
高歡派婁昭、堯難宗等將領攻打瑕丘，婁昭引水灌城，至隔年（535年）二月，大野拔命麾下斬樊子鵠首級投降。